# Ioan Coravu
Ioan (Ion) Coravu (n. 1896 – d. 1917, Mărăști, România) a fost un ofițer român, căzut la datorie în Primul Război Mondial. A fost ofițer instructor la Liceul Militar de la Mănăstirea Dealu (1912–1914).

## Biografie
Era originar din orașul Turnu Severin. Locotenentul Coravu a fost trimis ca atașat militar la Praga, îndeplinind această misiune până la izbucnirea Războaielor Balcanice. Profesorul universitar ceh Jan Urban Jarník îl descrie într-o scrisoare din 1 ianuarie 1912 către Andrei Bârseanu ca „un tînăr foarte deștept și simpatic” și menționează că ofițerul român l-a vizitat cel puțin o dată pe săptămână în cursul anului 1911, ocazie cu care au purtat discuții plăcute timp de 2-3 ore, care treceau „atît de iute, încît nici nu băgăm de seamă”. Cu ocazia sărbătorilor de Crăciun din anul 1911, Coravu a efectuat o călătorie în Germania ca să viziteze câteva orașe și i-a trimis lui Jarník o carte poștală de la Berlin.
A fost ajutorul comandantului Corpului de Vânători de Munte și comandantul Batalionului 3 din cadrul acestuia.
A participat cu Reg. 22 Infanterie Dâmbovița la luptele de la Mărăști, căzând la datorie în fruntea companiilor 9 și 11, pe care le comanda, în timpul asaltului pornit de pe Dealul Teiului. În cartea Istoria războiului pentru întregirea României. 1916–1919, Constantin Kirițescu scria:
„În seara zilei de 27 iulie, aproape de miezul nopții, toate crestele erau în mâna românilor. Două companii din Regimentul 22, rătăcite de o călăuză trădătoare, sunt vârâte într-o râpă, în mijlocul unor puternice poziții dușmane bine întărite. Dar comandantul lor e căpitanul Coravu, cuceritorul satului Mărăști. El se așeză în fruntea celor două companii și pornește la asaltul dealului Teiului, cu cel dintâi val de asalt, cu câte o grenadă în fiecare mână și cu buzunarele pline. Soldații celor două companii sunt decimați de focurile încrucișate ale dușmanului. Coravu cade ciuruit de gloanțe, lăsând nepieritoare amintirea unui adevărat erou, fericită îmbinare de înălțător idealism, de cultură solidă și de avânt disprețuitor de moarte”.
A fost înaintat post-mortem la gradul de maior.
Este înmormântat în Mausoleul de la Mărăști.